# 고성 옥천사 자방루
고성 옥천사 자방루(固城 玉泉寺 慈芳樓)는 대한민국 경상남도 고성군 옥천사에 있는 건축물이다.
1972년 2월 12일 경상남도의 유형문화재 제53호 옥천사 자방루'으로 지정되었다가, 2018년 12월 20일 현재의 명칭으로 변경되었다.

## 개요
옥천사는 연화산 기슭에 있는 옥천사는 통일신라 문무왕 16년(676)에 의상이 지은 절이다. 임진왜란(1592) 때 불에 탄 뒤 여러 번 다시 지어져 오늘에 이르고 있다.
옥천사 자방루는 신도들에게 설법을 하거나 절의 행사 때 쓰이는 기구 등을 보관하는 장소로 사용되던 누각이다. 앞면 7칸·옆면 3칸의 규모이며, 지붕 옆면이 여덟 팔(八)자 모양인 팔작지붕집이다. 지붕 처마를 받치면서 장식을 겸하는 공포가 기둥 위에만 놓인 주심포계 건물이다.
사찰에서 누각은 일반적으로 대웅전과 마주보고 있는데, 자방루 역시 앞마당과 누각의 마루를 거의 같은 높이로 하여 대웅전 앞마당에서 출입하기 쉽도록 하였다. 대웅전 마당 쪽을 향하는 면은 난간을 설치하여 개방하였고 서쪽과 북쪽면은 벽을 설치하였는데, 특히 북쪽면은 7칸 모두 2짝씩의 널판장문을 달아 밖의 경치를 볼 수 있게 하였다.
사찰 누각으로서 대단히 큰 규모를 가진 자방루는 우아한 건물로 이 절의 품위를 한층 더 높이고 있다.

## 같이 보기
- 옥천사

## 참고 문헌
- 고성 옥천사 자방루 - 국가유산청 국가유산포털